# Ledon
Ledó (grec antic: Λεδών, llatí: Ledon) era una ciutat de la Fòcida al nord de Titorea.
Va ser el lloc de naixement de Filomel, comandant dels focis durant la Tercera guerra sagrada, quan es van apoderar de Delfos. En temps de Pausànias va quedar deserta i els habitants s'havien establert vora el riu Cefís, a uns quaranta estadis en una nova ciutat que portava el mateix nom. Probablement les seves ruïnes són a Paleá Fiva.